# Anneli Maley
Anneli Maley (Melbourne, 1º settembre 1998) è una cestista australiana, professionista nella WNBA.

## Carriera
Con l'Australia ha disputato i Campionati mondiali del 2022 e le Universiadi di Napoli 2019.